# San Andrés del Congosto
San Andrés del Congosto – gmina w Hiszpanii, w prowincji Guadalajara, w Kastylii-La Mancha, o powierzchni 15,27 km². W 2011 roku gmina liczyła 94 mieszkańców.